# 볼로호보

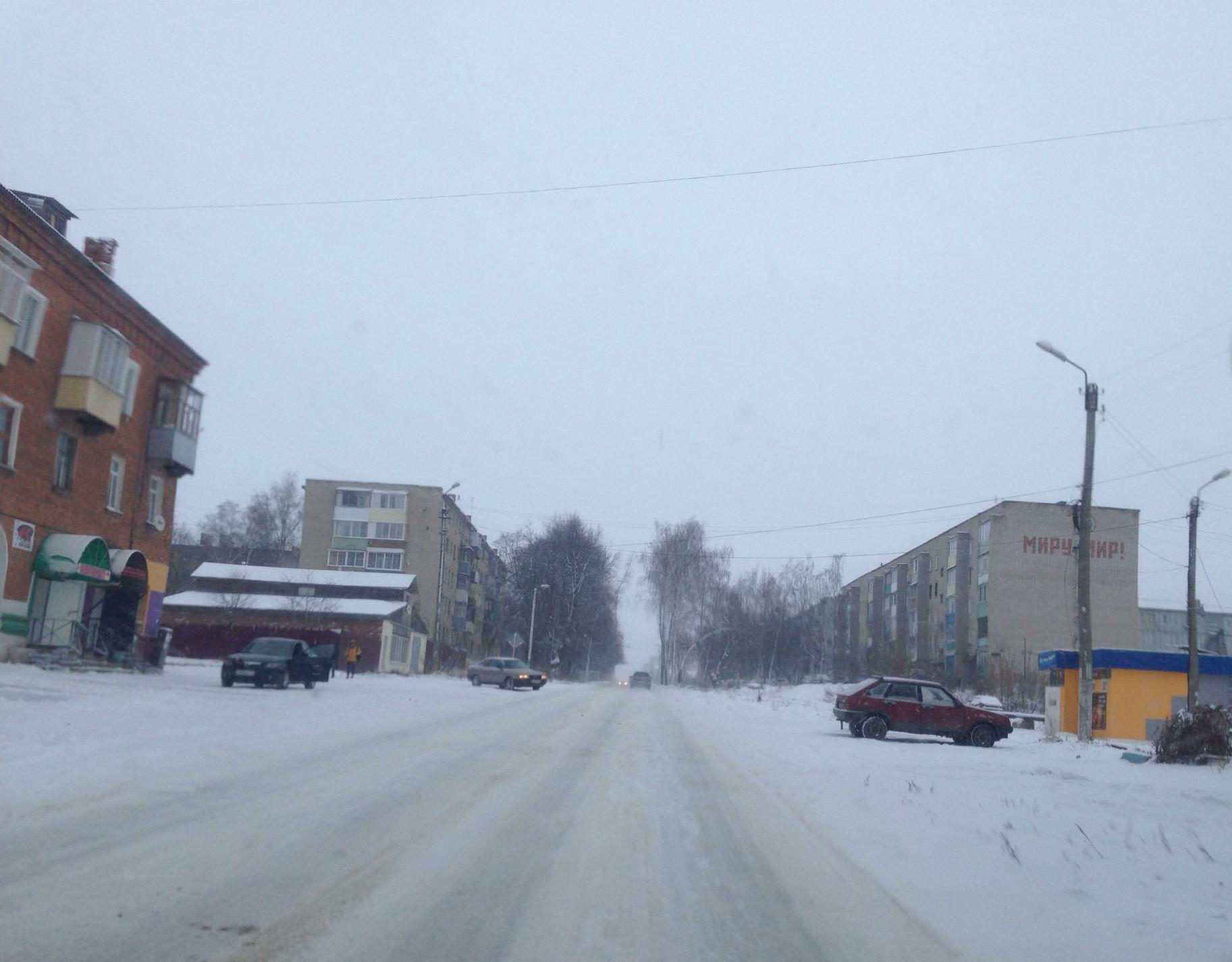

볼로호보(러시아어: Болохово)는 툴라주 키레옙스키군에 속한 도시이다. 인구는 1만 1,400명(2002년)이다.
오펜강(오카강의 지류)에 접해 있고, 툴라에서 40 km 떨어져 있다.